# Destroy the Orcs
Destroy The Orcs è il primo singolo del gruppo heavy metal, 3 Inches of Blood, pubblicato nel 2003 dalla Death O'Clock.
È estratto dal primo LP della band, Battlecry Under a Winter Sun, uscito l'anno precedente. La copertina è ispirata al romanzo Deathrap Dungeon di Ian Livingstone, il disegno è di Iain McCaig.

## Tracce
1. Destroy the Orcs – 2:15
2. The Sun Rises Over the Fjords – 3:30
3. Conquerors of the Northern Sphere – 2:06

## Formazione
- Cam Pipes - voce
- Jamie Hooper - voce
- Rich Trawick - basso
- Geoff Trawick - batteria
- Bobby Froese - chitarra
- Sunny Dhak - chitarra